# Гастон де Галіффе
Гастон де Галіффе, маркіз, принц де Мартіг, народився в Парижі 23 січня 1831 року і помер у тому ж місті 9 липня 1909 року — французький генерал дивізії, кавалер Великого хреста Ордена Почесного легіону та нагороджений Воєнною медаллю.
Кавалерійський офіцер, який відзначився під час Мексиканської експедиції, а потім під час війни 1870 року, де він здійснив героїчну атаку кавалерії під Седаном, він жорстоко придушив Паризьку комуну в травні 1871 року під час Кривавого тижня. Згодом він бере участь у реорганізації армії після Франко-прусської війни 1870 року. Командувач армійським корпусом і голова Кавалерійського комітету з 1881 по 1885 рік, він оновив французьку кавалерію і за кілька років зробив її першою в Європі. Член Вищої військової ради, а потім міністр збройних сил в лівому уряді Вальдека-Руссо в 1899—1900 роках, він проводив політику заспокоєння під час справи Дрейфуса.

## Біографія

### Сім'я

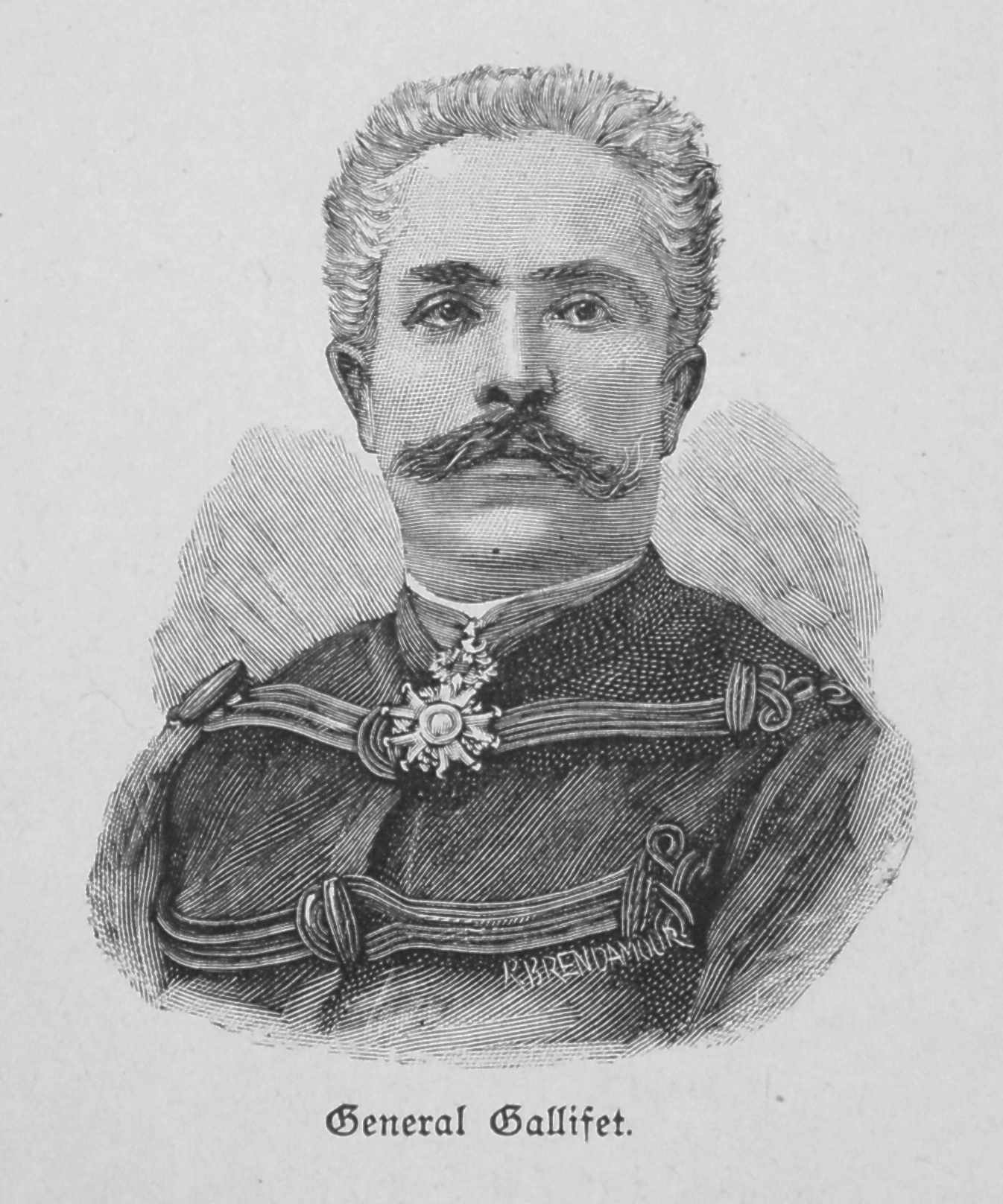
Генерал Галіфе, 1980 рік

Він походить із родини Галіффе. Народившись у родині військових, частково розореній Революцією, онук Огюста-Жозефа Боде де ла В'євіль, він дуже важко виховувався батьком, який дуже рано відправив його до пансіонату. Після посереднього навчання та здобуття ступеня бакалавра літератури (1846) він 22 квітня 1848 року вступив до легкої кавалерії. 3 жовтня 1849 року він став бригадиром, а 13 грудня 1850 року — унтер-офіцером. У 1853 році він став молодшим лейтенантом, був призначений до полку гвардійців, особистої охорони Наполеона III, і став кавалером Почесного легіону.
Згодом, більше цікавлячись світським життям, азартними іграми та жінками, ніж військовою кар'єрою, і в 1854 році, успадкувавши від батьків невеликий статок, титули маркіза де Галіффе та принца де Мартіга, він подумує про звільнення з армії.
У жовтні 1859 року він одружився з Флоренс Джорджиною Лаффіт, дочкою графа Шарля Лаффіта та внучатою племінницею банкіра Жака Лаффіта. У них троє дітей: Шарль (1860-1905), від якого Жаклін (1903-1942), яка в 1926 році вийшла заміж за Рене де Рошешуар де Мортемар, Маргеріт (1863-1898), яка вийшла заміж за Александра Сельєра, і Гастон.

### Блискучий офіцер

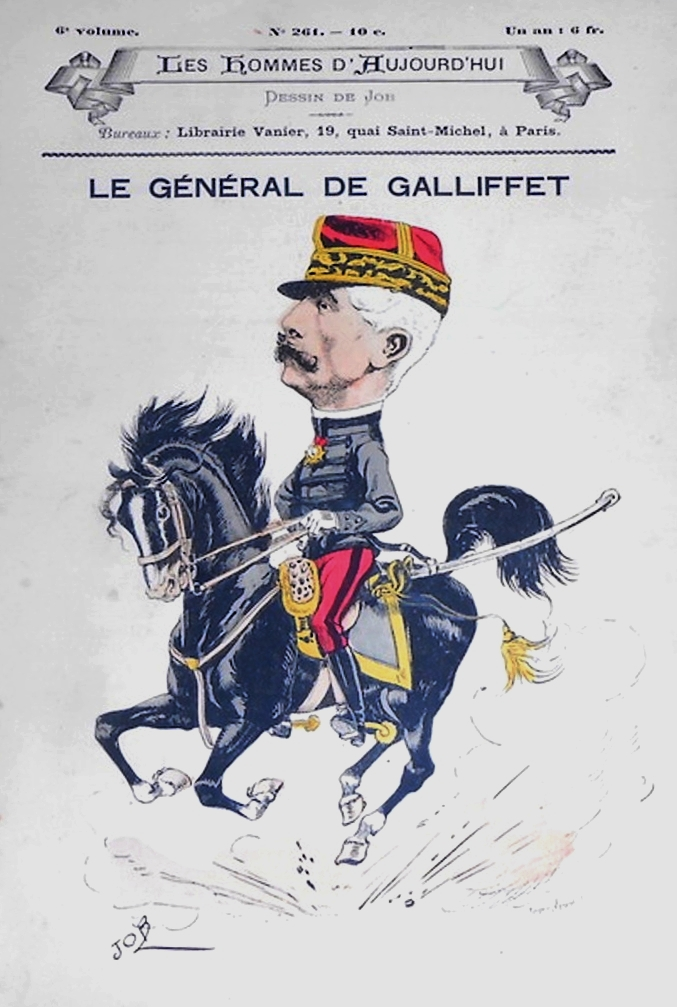
Карикатура «Генерал Галіфе» 1886 року.

Проте він блискуче служив під час Кримської війни у полку гвардійців Імператорської гвардії. 15 червня 1855 року він був відзначений у наказі по армії як особливо відзначився у силовому захопленні російських редутів перед Севастополем.
Лейтенантом у 1857 році його відправили до Алжиру, і він брав участь у всіх експедиціях того періоду.
Потім він служив під час італійської кампанії в 1859 році.
Капітан у 1860 році у 2-му полку спагіїв у Маскарі, він був призначений того ж року ординарцем імператора Наполеона III. Він також був генеральним радником кантону Мартіг (Буш-дю-Рон).
Командир ескадрону 24 липня 1863 року в 1-му полку гусарів, він знову служив в Алжирі в Тлемсені та був підвищений до офіцера Почесного легіону.
Призначений послідовно до 6-го гусарського, а потім до 12-го єгерського полку, він брав участь у Мексиканській експедиції та був відзначений у наказі по експедиційному корпусу 2 квітня 1863 року за те, що, виконуючи функції ад'ютанта траншей, надавав значні послуги під час взяття монастиря Гваделупе в ніч з 31 березня на 1 квітня.
19 квітня 1863 року він був дуже важко поранений в живіт під час облоги Пуебли в атаці на 29-й квадрат, змушений «нести свої кишки в кепі», як він розповідав пізніше. Дізнавшись про його тяжке поранення наприкінці обіду, імператриця Євгенія, фаворитом якої він був, тоді, за словами одного з його біографів, «поклялася більше не їсти сорбетів, поки він не одужає». Відтепер він носитиме срібну пластину на животі.
Саме він привіз до Франції прапори, захоплені у ворога. Одужавши, він повернувся до Мексики і замінив на чолі французької контрпартизанської боротьби полковника Шарля-Луї Дю Пена. 17 червня 1865 року його було підвищено до звання підполковника, і він знову був відзначений у наказі по експедиційному корпусу 24 лютого 1867 року, за те, що надав твердий та розумний імпульс усім операціям контрпартизанської боротьби та провів справу під Медельїном 7 січня 1867 року з чудовим окоміром та енергійністю.
14 серпня 1867 року його було підвищено до звання полковника 3-го полку африканських єгерів.
Він брав участь у війні 1870 року і був зарахований до 1-ї секції офіцерів генерального штабу зі званням бригадного генерала 30 серпня 1870 року. Він командував бригадою африканських єгерів (1-й та 3-й полки) кавалерійської дивізії Маргеритта, яка героїчно атакувала під Седаном, щоб спробувати розірвати кільце, викликавши захоплення прусського короля, який виголосив фразу, що стала історичною («Ах, хоробрі люди!»), але він потрапив у полон.

## Придушення Паризької комуни
Після звільнення з полону в Кобленці він повернувся до Франції в березні 1871 року, щоб командувати кавалерійською бригадою армії Версаля, і брав участь в операціях проти Комуни, де відзначився своєю жорстокістю щодо повстанців і отримав прізвисько «Маркіз з червоними підборами» або «Різник Комуни» під час трагічного Кривавого тижня. Дивлячись на те, як полонені комунари йдуть на Версаль, «з палицею в руці, він обирає своїх жертв абсолютно свавільно, за їхнім виглядом». Одного разу він наказує: «Нехай ті, у кого сиве волосся, вийдуть з лав!». 111 полонених виходять. «Ви, — каже він їм, — бачили червень 1848 року, ви винніші за інших!». Він наказує розстріляти їх у ровах укріплень.
Марсель Гузіль зазначає, що ці позасудові страти відбулися «однієї Великодньої неділі в ровах Пассі».
«Кількість його жертв оцінюється в 3000, оскільки він присвоїв собі право життя і смерті; за своїм бажанням він „стягував“ з колон полонених десятину крові […]. Його жертви обиралися переважно серед людей похилого віку або поранених».
Проте, згідно з останніми історичними дослідженнями (2014), загинуло не більше 77, а то й 200 осіб, а генерали Сіссе та Вінуа вбили значно більше.

## Командувач армійським корпусом та член ВРС

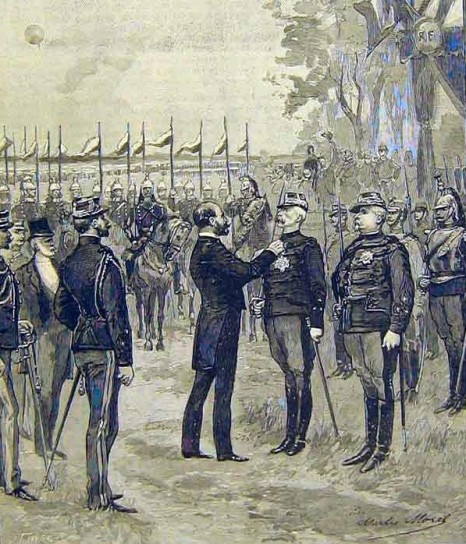
Президент Франції Карно вручає генералу Галіфе Військову медаль (1891)

Галіффе командував Батненським підрозділом, а потім 31-ю бригадою з 1874 по 1875 рік і був підвищений до командора Почесного легіону в 1873 році.
Генерал дивізії з 3 травня 1875 року, він командував 15-ю дивізією з 1876 по 1878 рік, а потім 9-м армійським корпусом з 1879 по 1881 рік.
Він отримав один голос (з 669) на президентських виборах 1879 року.
Піднесений до гідності великого офіцера Почесного легіону в 1880 році, він був відзначений Леоном Гамбеттою і призначений губернатором Парижа.
Потім він командував 12-м армійським корпусом з 1882 по 1886 рік.
Голова Кавалерійського комітету з 1881 по 1885 рік, він реорганізував французьку кавалерію і зробив її першою в Європі.
Він був удостоєний звання кавалера Великого хреста Почесного легіону 12 липня 1887 року.
Він був членом Вищої військової ради (ВРС) з 1882 по 1894 рік і нагороджений Військовою медаллю 17 вересня 1891 року.
Він також був генеральним інспектором школи застосування кавалерії, кавалерійської секції Спеціальної військової школи та манежу Військової школи, а також постійним директором кавалерійських маневрів.

## Міністр збройних сил Франції

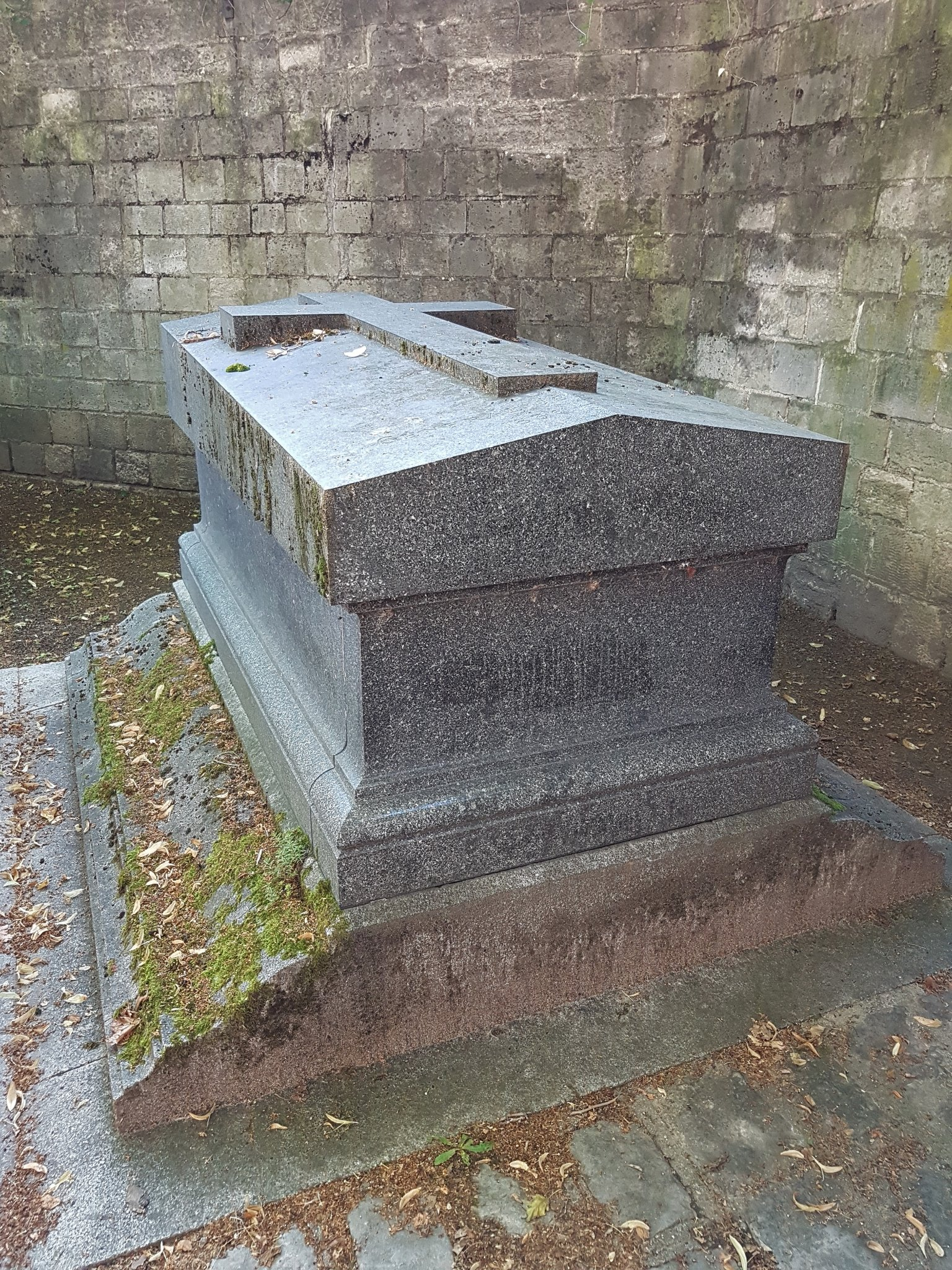
Поховання на цвинтарі Монпарнас.

У 1898 році, незадовго до свого призначення на посаду міністра збройних сил, він прийшов захищати свого колишнього підлеглого Марі-Жоржа Пікара, одного з головних дійових осіб справи Дрейфуса, який постав перед військовим судом. Незабаром саме цьому військовому у відставці, з сумнівною репутацією, П'єр Вальдек-Руссо довірив міністерство збройних сил у своєму уряді так званої «республіканської оборони», сформованому 22 червня 1899 року після кризи режиму, спричиненої цією справою: його республіканізм та опортунізм з одного боку, його репутація «ката Комуни» з іншого боку, парадоксальним чином зробили цю людину, оригінальну, ненависну всім сторонам, надійною людиною, готовою застосовувати непопулярні рішення для армії.
Його провокативний цинізм полягає в його провокативній відповіді лівим депутатам, які зустрічали його при вході до зали вигуками «Вбивця!». «Вбивця? Є!».
У листі до Марі де Кастеллан, принцеси Радзивілл, яка жила в Берліні, він писав, що «переконаний у невинності капітана, але змушений „йти слідом“…».
Саме він вирішив вимагати перегляду справи Дрейфуса, реабілітацію якого підтримував Еміль Золя. Так, 21 вересня 1899 року він міг заявити в Палаті щодо справи Дрейфуса, після президентського помилування останнього та його звільнення: «інцидент закрито».
Його міністерська кар'єра завершилася його відставкою 29 травня 1900 року через критику голови Ради щодо деяких членів його адміністрації.
Його наступником на посаді міністра війни став генерал Луї Андре, який успішно, але більш невміло, продовжить його політику «републіканізації» армії.
Завсідник салонів Лори де Шевеньє та графині Греффюль (моделей герцогині Германтської), знайомий з багатьма європейськими монархами, аж до того, що грав у театральних п'єсах, Галіффе надихнув Марселя Пруста на марнославного персонажа генерала де Фробервіля в «У пошуках втраченого часу».
Помер у 1909 році в Парижі, похований на цвинтарі Монпарнас (21-й відділ).

## Інша інформація
- Він зображений на картині «Коло на вулиці Рояль» (Жак-Жозеф Тіссо, 1868).

- Він є позивачем у справі каналу Крапонна, яку Касаційний суд завершив великим рішенням, що підтверджує обов'язкову силу договору навіть у разі непередбачуваних обставин.

- Його згадують у данському фільмі «Бенкет Бабетти», знятому Габріелем Акселем який вийшов на екрани в 1987 році, де його ставлення під час Паризької комуни визначає вигнання Бабетти до Данії.

## Нагороди
- Військова медаль (17 вересня 1891 року)
- Великий хрест Почесного легіону (12 липня 1887 року)